# Буалем Сансаль
Буалем Сансаль (фр. Boualem Sansal, араб. بوعلام صنصال нар. 10 жовтня 1949, Теніет-ель-Хад, Французький Алжир) — алжирський письменник, що пише французькою мовою. Лауреат численних літературних премій. Кавалер ордена Мистецтв та літератури (2012).

## Біографія
Народився в Тенієт-ель-Хад 10 жовтня 1949 року. Батько, Абделькадер Сансаль, був вихідцем із заможної родини в Марокко, звідки втік до Алжиру. Мати, Хаджіджа Беналлуш, мала європейську освіту. Буалем закінчив Національну політехнічную школу в Алжирі з дипломом інженера. Потім здобув ступінь доктора економічних наук. Працював учителем, консультантом, підприємцем та старшим державним службовцем у міністерстві промисловості Алжиру.
Почав писати у п'ятдесят років, після того, як був звільнений з державної служби через те, що виступив проти насильницької арабізації освіти та зростання ісламізму. Початок творчого шляху письменника припав на час громадянської війни в Алжирі. Незважаючи на цензуру і погрози на свою адресу, Буалем, разом із дружиною та двома дочками, як і раніше, живе на батьківщині в Бумердесі. Письменник послідовно виступає проти зростання ісламського екстремізму в Алжирі та за збереження інтелектуальних та моральних основ алжирського суспільства .

## Твори
- «Клятва варварів» (фр. Le Serment des barbares, 1999)
- «Божевільне дитя порожнього дерева» (фр. L'Enfant fou de l'arbre creux, 2000)
- «Скажи рай» (фр. Dis-moi le paradis, 2003)
- «Харрага» (фр. Harraga, 2005)
- «Німецька Село, або Щоденник братів Шиллерів» (фр. Le Village de l'Allemand ou Le Journal des frères Schiller, 2008)
- «Вулиця Дарвіна» (фр. Rue Darwin, 2011)
- «2084: Кінець світу» (фр. 2084: la fin du monde (2015)
- «Потяг на Ерлінген» (фр. Le Train d'Erlingen, 2018)
- «Абрагам, або П'ятий альянс» (фр. Abraham ou La Cinquième alliance, 2020)
- «Лист дружби, поваги й застереження націй на Землі» (фр. Lettre d’amitié, de respect et de mise en garde aux peuples et aux nations de la terre; Gallimard, 2021)

## Переклади українською
- Буалем Сансаль. «2084: Кінець світу». Пер. з французької Петра Таращука. — Київ: Видавництво Жупанського, 2016. ISBN 978-966-2355-68-0

## Нагороди
- Велика премія Французької Академії за роман (2015)
- Золота медаль французького Відродження (2014)
- Франкофонна премія[fr] (2013)
- Премія миру німецьких книгарів (2011)
- Премія Едуара Гліссана[fr]
- Премія Луї Гію[fr] (2008)
- Премія Нессіма Хабіфа[fr]
- Премія RTL — Lire[fr] (2008)
- Премія Мішеля Дарда
- Тропічна премія[fr] (1999)
- Премія за перший роман[fr] 1999)

У 2012 році за роман «Вулиця Дарвіна» Буалем був удостоєний Премії за арабський роман, але не отримав нагороду через участь у Єрусалимському міжнародному літературному фестивалі. На критику з боку опонентів письменник відповів: «Я займаюся літературою, а не війною… Література не єврейська, арабська чи американська. Вона розповідає історії, адресовані всім» .